# Тлінкіти

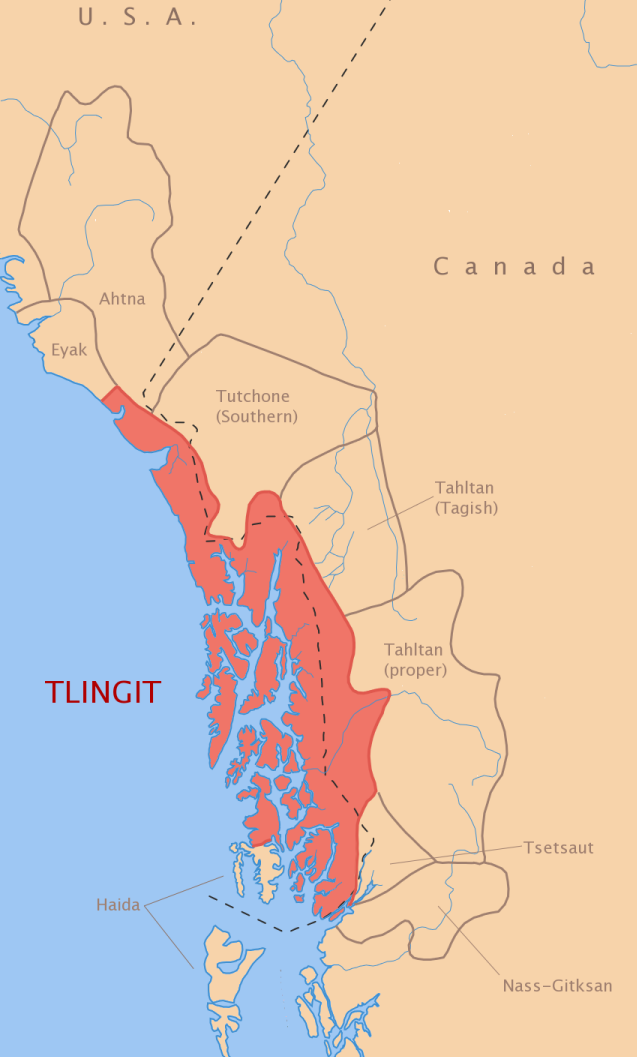
Область розселення тлінкітів та їх сусідів

Тлінкіти або тлинкіти (англ. Tlingit people; колоші, колюжі, тлінгіти) — індіанський народ, що проживає на південному сході Аляски та в прилеглих частинах Канади.
Самоназва — тлінгіт, можливі варіанти: лінгіт, клінкіт, означає «люди хвиль». Тлінкіти відрізняли себе від сусідів: хайда, атапасків, квакіутлів, цімшианів, чугачів, еяків. У старих російських джерелах вони фігурують під наступними назвами: колоші (колоши, від алутикського терміна kulut'ruaq, що позначає жінок, що мають лабрет, зазвичай між нижньою губою та підборіддям) колюжі, калоші, калюжі, колюші. У давнішій історичній літературі, такій як карта Російської Америки Шеліхова 1796 року, може зустрічатися також німецька назва Koulischen, що походить від того ж терміна. За культурою тлінкіти належать до індіанців Північно-західного узбережжя. Їх суспільство розвивалося в помірних дощових лісах на південно-східному узбережжі Аляски та на Олександрівському архіпелазі. Внутрішня група, відома як внутрішні тлінгіти, населяє крайню північно-західну частину провінції Британська Колумбія та південь території Юкон в Канаді.

## Територія
Найбільша територія, яку історично займали тлінгіти, простягалася від Портлендського каналу вздовж нинішнього кордону між Аляскою та Британською Колумбією, на північ до узбережжя на південний схід від дельти Мідної річки на Алясці. Тлінгіти займали майже весь Олександрівський архіпелаг, за винятком найпівденнішого кінця острова Принца Уельського та його околиць, де хайда кайгані оселилися безпосередньо перед першими зустрічами з європейськими дослідниками.
Прибережні племена тлінгітів контролювали одну з гірських ущелин на території Юкон; вони були розділені на три племені: тлінгіти Чілкат (Jilḵáat Ḵwáan) вздовж річки Чілкат і на півострові Чілкат, тлінгіти Чілкут (Jilḵoot Ḵwáan) і тлінгіти Таку (Tʼaaḵu Ḵwáan:) вздовж річки Таку.
У глибині території тлінгіти займали райони вздовж основних річок, які пронизують гірський хребет та гори Святого Іллі і впадають у Тихий океан, включаючи річки Алсек, Татшеншині, Чілкат, Таку та Стікіне. Регулярно подорожуючи цими річками, тлінгіти розвивали розгалужені торгові мережі з племенами атабасканців у внутрішніх районах і часто брали із ними шлюб. Завдяки цим регулярним подорожам і торгівлі кілька відносно великих груп населення тлінгітів оселилися навколо озер Атлін, Теслін і Тагіш, чиї верхів’я витікають із районів біля верхів’їв річки Таку.
Розмежування сучасної території тлінгітів ускладнюється, оскільки вони поширюються через кордон між США та Канадою, у них відсутні спеціальні застереження, інші складні юридичні та політичні аспекти роблять ситуацію заплутаною, що зумовлено також відносно високим рівнем мобільності населення. Вони також частково населяють території з різними атабасканськими народами, такими як талтани, каски та тагіші. У Канаді сучасні громади Атліна Британської Колумбії (тлінгіти річки Таку), Тесліна території Юкон (Рада тлінгітів Тесліна) та Каркроссу (перша нація Каркроссу і Тагіша) мають заповідники і є репрезентативними популяціями внутрішніх тлінгітів.
Територія, зайнята сучасними тлінгітами на Алясці, не обмежена особливими резерваціями, на відміну від більшості племен у 48 сусідніх штатах. Це результат Закону Аляски про врегулювання позовних вимог (Alaska Native Claims Settlement Act), який заснував регіональні корпорації на всій території Аляски із комплексними портфелями земельної власності, а не з обмеженими резерваціями, якими керували уряди племен. Корпорацією в регіоні тлінгітів є Sealaska, яка обслуговує тлінгітів, а також хайдів та цімшианів на Алясці.

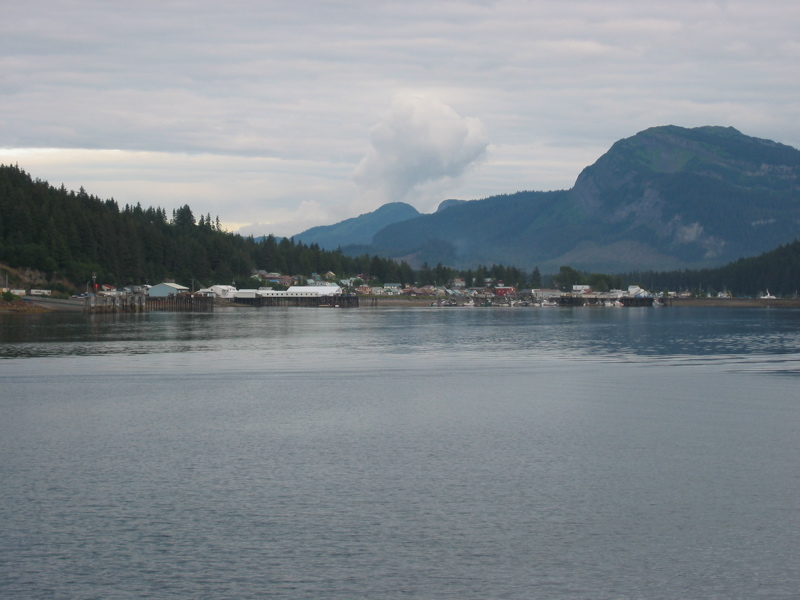
Гуна (Аляска), традиційне поселення тлінгітів поблизу Льодовикової затоки (Glacier Bay), батьківщина племені Xúnaa Kháawu

Тлінгіти в цілому беруть участь у комерційній економіці Аляски. Як наслідок, вони живуть у типово американських сімейних домашніх господарствах з приватною власністю на житло та землю. Багато з них також мають земельні наділи від Sealaska або від попередніх розподілів, що передували ANCSA. Незважаючи на юридичні та політичні складності, територію, яку історично займали тлінгіти, можна обґрунтовано визначити як їх сучасну батьківщину. Сьогодні тлінгіти вважають своєю землю навколо Якутату на південь через Південно-Східну Аляску, включаючи озера в канадських внутрішніх районах, зокрема, Лінгіт Аані.
Територію тлінгітів можна умовно розділити на чотири великі секції відповідно до екологічної, мовної та культурної класифікації:
- Південні тлінгіти займають регіон на південь від Фредерік-Саунд і живуть в найпівнічніших районах західного червоного кедрового лісу.
- Північні тлінгіти живуть на північ від Фредерік-Саунд до мису Спенсер, включаючи Льодовикову затоку (Glacier Bay) та Лінн-Канал; вони займають найтепліші та найбагатші з ялинових та західних тсугових лісів.
- Внутрішні тлінгіти мешкають вздовж великих внутрішніх озер та дренажу річки Таку, а також на півдні Юкону, і існують так, як їхні сусіди-атабаскани у змішаній ялиновій тайзі.
- Тлінгіти узбережжя затоки мешкають уздовж вузької смуги узбережжя, підтримуваної крутими горами та великими льодовиками, на північ від мису Спенсер та вздовж узбережжя Аляскинської затоки до затоки Контролер та острова Каяк. Їх територія може бути побита тихоокеанськими штормами.

Торговельна та культурна взаємодія між кожною із цих груп тлінгітів та їхніми сусідами, відмінності в практиці збирання їжі та діалектичні відмінності у мові сприяють цим ідентифікаціям. Ці академічні класифікації підтверджуються подібною самоідентифікацією серед тлінгітів.

## Поширення та мова

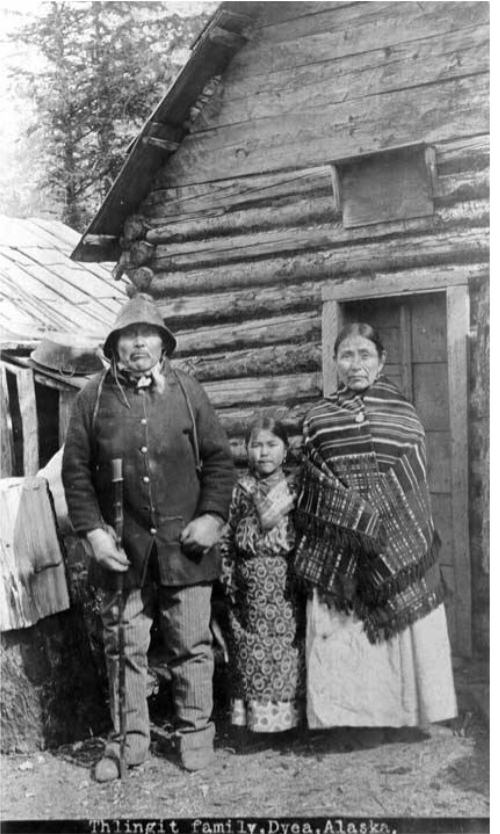
Сім'я тлінкітів у Даї (між 1896 та 1910).

Чисельність: 
- за деякими оцінками чисельність аборигенів становить 10 тисяч осіб;
- у 1805 році тільки чоловіків було 10 тисяч;
- за іншими даними на початку XIX століття їх було близько 6 тисяч осіб;
- 5800 осіб у 1835 році;
- близько 7 тисяч осіб в кінці XIX століття;
- 3895 осіб на Алясці на 1 січня 1920 року;
- 4462 осіб на Алясці на 1 жовтня 1929 року;
- близько 5780 осіб в 1950 році в 19 селищах на Алясці;
- 9 тисяч осіб у 1959 році;
- 9500 осіб у 1977 році;
- у 1976 році в Канаді було 534 тлінкіти;
- у 1980 році у Сполучених Штатах Америки перепис населення зареєстрував 9509 осіб;
- 11 тисяч осіб у 1994 році;
- нині близько 19,4 тисяч осіб, в тому числі приблизно 18 450 осіб у Сполучених Штатах Америки і близько 1 тисячі осіб у Канаді.

Спочатку було 18 територіальних підрозділів (куанів), а в кінці XIX століття їх було 14 (від 1 до 8 сіл в кожному): чілкат, сітка, якутат, стікін, аук, тонгас, таку, хуна, хуцнуву, кейк, тагіш, хенья, акой і санья. Традиційні вірування — магія, тотемізм, шаманізм, анімізм, що являли собою цілісний комплекс.
Раніше основною мовою тлінкітів Південно-Східної Аляски та Західної Канади була тлінкітська (мови на-дене), проте в даний час більшість носіїв або повністю перейшли на англійську мову, або двомовні. За оцінками, у Сполучених Штатах Америки від 200 до 400 носіїв тлінгітської мови, у Канаді ― 100. Племена, установи та мовознавці витрачають значні зусилля на програми з відродження та збереження мови та культури тлінгітів у Південно-Східній Алясці. Інститут спадщини Sealaska, Інститут спадщини Голдбелта та Південно-Східний університет Аляски мають мовні програми для тлінгітів, а заняття для громади проводяться в Клуквані та Ангуні. В кінці XX століття за оцінками Майкла Краусса чисельність носіїв тлінгітської мови становила 700 осіб.

## Побут

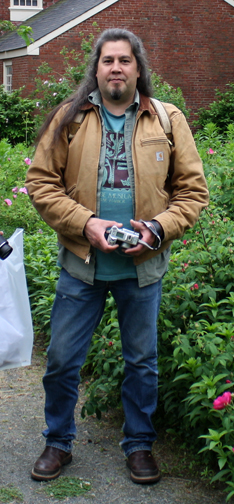
Томмі Джозеф, тлінгіт, різьбяр по дереву і скульптор з Ситки

Заняття: багато чоловіків-тлінгітів займаються риболовлею, головним чином на лосося та оселедець, як у річках, так і в морі, а також полюванням на морських і сухопутних тварин. Жінки працюють на консервних заводах або в місцевій кустарній промисловості.
Землеробством до приходу європейців тлінкіти не займалися. Добре володіли ремеслами, будували каное, вирізали з дерева тотемні стовпи, посуд, начиння, прості меблі, плели кошики, циновки, виготовляли тканини. Ще до приходу європейців вміли обробляти залізо. Серед знарядь праці тлінкіти використовували остроги, гарпуни, плетені пастки для риб, сачки, дерев'яні і кістяні рибальські гачки, ножі та кийки для глушіння риби й тюленів. Селища тлінкітів складалися з будинків, які будувалися звичайно вздовж берега річки чи бухти, фасадами до води. Невеликі селища мали по 4 — 5 будинків з населенням близько 100 осіб, великі — до 25 будинків з населенням близько 1000 осіб. Влітку на риболовлі та полювання вони споруджували тимчасові курені. Тлінкіти вели торгівлю, наприклад, з атапасками, предмет торгівлі — шкури, хутра, одяг.
Господарський рік поділявся на 4 сезони: зима (така), весна (такуіті), літо (кутан) та осінь (еес). Місяць — діс, дісі, тобто «місяць». Початок року припадав на липень. Наповнення оселі складали дерев'яні скрині, ящики, циновки з кедрової кори, дерев'яний посуд. Одяг ділився не тільки на чоловічий і жіночий, але й на літній та зимовий. Влітку тлінкіти носили хутряні накидки або сорочки з оленячої або тюленячої шкіри, ходили босоніж, а жінки ― тунікоподібні сорочки-сукні зі шкіри. Взимку до цього додавалися штани, які являли собою єдине ціле з мокасинами. На голові носили плетені капелюхи. Цінними хутрами вважалися шкури калана, бобра, вовка, бабака. Куницю носили тільки вожді і знатні індіанці. Одяг багатих прикрашався своєрідним орнаментом, головним мотивом якого було «око», а також морди звірів. Аналогічний орнамент наносився на інші предмети, каное. Їжа тлінкітів була різноманітна. Головним компонентом її був риб'ячий або тюленячий жир. Основний продукт — риба, в першу чергу лосось, оселедець.
В їжу йшли також краби, молюски, водорості, м'ясо оленів, кіз, баранів, ведмедів, тюленів, дельфінів, китів. Літо ― час збору диких і домашніх ягід, наприклад, малини, шефердії канадської та порічок.
У соціальному плані плем'я ділилося на фратрії, фратрії — на роди, рід — матрілінійний.
Плем'я поділялося на куани (групи). Куан становили кілька селищ, кожен куан і кожне селище мали свого вождя.
Крім вождів (тойонів), до знаті належали шамани. Були й раби, зазвичай — чужоплемінники. Шлюби могли укладатися лише між представниками родів протилежних фратрій.
Шлюбний вік для юнаків — 17-18 років, для дівчат — 15-16. Сім'я була зазвичай парна, але було поширене і багатоженство (серед багатих). Нерідко тлінкіти брали участь у військових походах, вони мали і флотилії з каное. Використовувалася зброя: луки, стріли, мідні і залізні кинджали, палиці з кам'яним ударником, весла, шоломи з забралом і дерев'яні захисні панцирі.
У XVIII столітті на захід Америки проникають англійці, французи, іспанці, росіяни. Особливо складаються російсько-тлінкітські відносини, спочатку це були конфлікти, але потім відносини покращилися.
У період освоєння так званої Російської Америки росіяни значно вплинули на тлінкітів. Торгівля з європейцями вплинула на тлінкітів позитивно.

## Духовна культура тлінкітів
Тлінкіти вважали землю плоскою, небо твердим, зірки — багаттями в оселях духів, вони думали, що сонце і місяць живі і розуміють мову людей. Земля, згідно з міфом, спочивала на гігантському стовпі у вигляді лапи бобра, його утримувала підземна стара жінка Агішануку (Айішанаку). Землетруси відбувалися, на їхню думку, через боротьбу Агішануку з людиною-вороном Йєлом (головний герой їхніх міфів). Тлінкіти вірили в числову магію, їх магічним числом було 4, як і у багатьох народів північної Америки. Власне, воно символізує 4 сезони, 4 сторони світу. Їх світ був населений безліччю духів і душ людей і тварин. Духи опікувалися озерами, ріками, льодовиками, горами та іншими стихіями. Наприклад, головним підводним духом був Конакадет. Багатий фольклор, епос про Ворона, міф про гігантського птаха-Грому на ім'я Хетл, поширені танці та ігри.
У прикладному мистецтві було розвинене різьблення по дереву, існували його різні стилі. Головними мотивами зображень були орли, ведмеді, бобри та інші тварини. Тлінкіти вірили в загробний світ собак. Туди могли потрапити і люди, що погано поводилися з тваринами, вбивали їх не заради прожитку, а також чаклуни і самогубці. Уявлення та вірування тлінгітів, хоча ніколи формально не кодифікувались, в історичному плані утворювали досить добре організовану філософську та релігійну систему, чиї основні аксіоми формували спосіб сприйняття і взаємодії людей з навколишнім світом. Тлінгіти традиційно були анімістами, і мисливці ритуально очищувалися перед полюванням на тварин. Шамани, переважно чоловіки, лікували хвороби, впливали на погоду, допомагали в полюванні, передбачали майбутнє та захищали людей від чаклунства.
У період між 1886 і 1895 роками, внаслідок нездатності шаманів лікувати хвороби Старого Світу, включаючи віспу, багато тлінгітів прийняли православне християнство. Російські православні місіонери переклали свою літургію мовою тлінгітів. До кінця дев'ятнадцятого століття більша частина тлінгітів прийняли християнство, багато увійшли в православну церкву, засновану набагато раніше під час російської колонізації. Вибір православ'я міг розглядатися як спроба більш консервативних тлінгітів зберегти деяку культурну незалежність від наступаючої англосаксонської цивілізації США, яку пов'язували з пресвітеріанськими місіонерами. Після запровадження християнства система вірувань тлінгітів почала руйнуватися.
Сьогодні деякі молоді тлінгіти озираються на свої традиційні племінні релігії та світогляд, щоб отримати натхнення, безпеку та почуття ідентичності. Хоча багато старійшин прийняли християнство, сучасні тлінгіти «поєднують християнство і традиційну культуру».

## Історія
Тлінгіти були основною індіанською воюючою стороною під час російсько-індіанської війни 1802—1805 років. В ході цієї війни їм вдалось тимчасово відбити частину своїх земель і отримати мирну угоду, яка дозволила їм залишитись на свої родових землях.

## Відомі тлінкіти
- Мартін Сенсмейер, актор